# پارک ملی سانداربنس
پارک ملی سوندَربن که از جنگل‌های حرا پوشیده شده‌است یکی از بزرگترین زیست گاهای حیوانی از جمله ببر بنگال و تمساح های اب شور است این منطقه در سال ۱۹۸۷ در میراث طبیعی یونسکو ثبت شده است.